# Nong zhuang
Le nong zhuang est une langue taï-kadaï, parlée au Yunnan en Chine.

## Classification
Le nong zhuang appartient au sous-groupe des langues taï centrales, rattaché aux langues taï au sein de la famille taï-kadaï.

## Répartition géographique
Les dai zhuang résident dans la Préfecture autonome zhuang et miao de Wenshan du Yunnan, essentiellement dans les xian de Guangnan, Yanshan et de Wenshan. Ils font partie de la minorité Zhuang. 

## Sources
- (en) Eric C. Johnson, 2011, The Southern Zhuang Languages of Yunnan Province’s Wenshan Prefecture from a Sociolinguistic Perspective', SIL International.